# 1934 en santé et médecine
| Années de la santé et de la médecine : 1931 - 1932 - 1933 - 1934 - 1935 - 1936 - 1937    |
| Décennies de la santé et de la médecine : 1900 - 1910 - 1920 - 1930 - 1940 - 1950 - 1960 |

Cet article présente les faits marquants de l'année 1934 en santé et médecine.

## Événements
Europe
- En Hongrie, Ladislas Joseph Meduna (1896-1964) commence ses expériences sur la convulsothérapie au cardiazol[1].

États-Unis
- À Harvard, Gregory Goodwin Pincus, futur inventeur de la pilule, réussit une fécondation in vitro chez le lapin.

## Publications
- Marius Piery, Traité de climatologie biologique et médicale, Paris, Masson, 1934[2]. Ouvrage en trois volumes sur les cures thermales et climatiques dans le monde[3].

## Prix
- Prix Nobel de physiologie ou médecine : George Hoyt Whipple (1878-1976), George Richards Minot (1885-1950), William Parry Murphy (1892-1987).
- Médailles de la Royal Society
  - Médaille Copley : John Scott Haldane (1860-1936).
  - Médaille royale : Edgar Douglas Adrian (1889-1977)

## Naissances
- 11 avril : Claude Kordon (mort en 2008), neuroendocrinologue français.
- 21 mai : Bengt Ingemar Samuelsson (90 ans), biochimiste suédois, prix Nobel de physiologie ou médecine en 1982.
- 22 août : Pierre Potier (mort en 2006), pharmacien et chimiste français.
- 10 décembre : Howard Temin (mort en 1994), biologiste moléculaire américain, prix Nobel de physiologie ou médecine en 1975.

## Décès
- 9 janvier : Hakaru Hashimoto (né en 1881), médecin japonais ayant décrit le premier la thyroïdite de Hashimoto.
- 10 juin : Georg Groddeck (né en 1866), psychanalyste allemand (Le Livre du ça).
- 10 novembre : Wilhelm His (né en 1863), physiologiste et anatomiste suisse.
- 21 décembre : César Roux (né en 1857), chirurgien suisse.